# 주앙 페드루 페레이라 두스 산투스
주앙 페드루 페레이라 두스 산투스(포르투갈어: José Ángel Jurado de la Torre, 1993년 4월 22일 ~ )는 브라질의 축구 선수로, 포지션은 스트라이커다. 통상 주앙 페드루라고 불리는 그는 현재 사우디 프로페셔널리그의 알타아원에서 활약하고 있다.